# Océanopolis

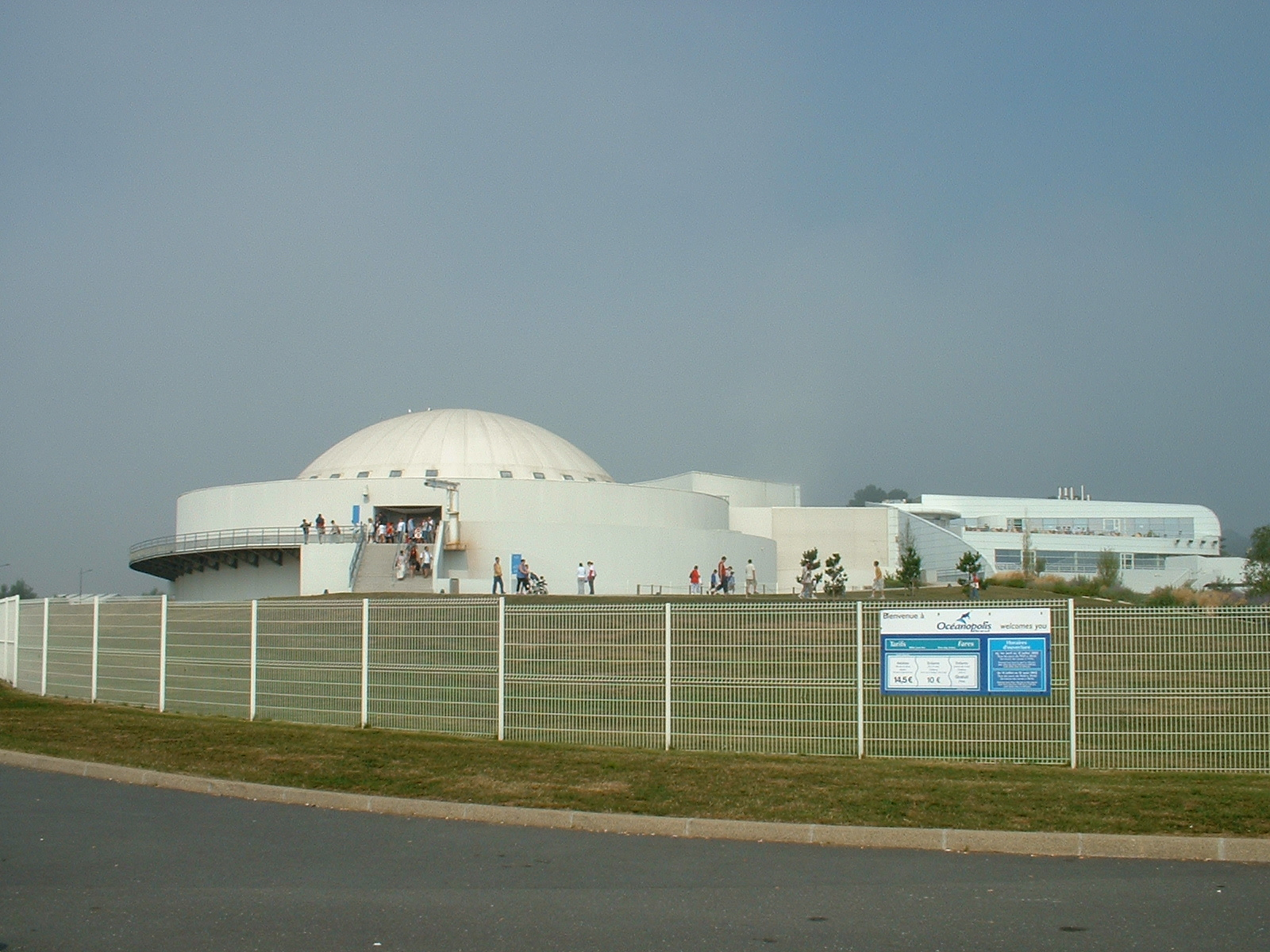
Océanopolis in Brest

Océanopolis ist ein wissenschaftliches Kulturzentrum, das dem Ozean gewidmet ist und sich in Brest, Frankreich, in der Nähe des Yachthafens Moulin Blanc befindet. Das erste Gebäude, der Pavillon Tempéré, wurde im Juni 1990 eröffnet und hat die Form eines Krabbenpanzers, entworfen vom Architekten Jacques Rougerie.
Océanopolis wurde geschaffen, um einen Einblick in die Meereswissenschaften zu geben, da Brest 60 % der europäischen Meeresforschung beherbergt. Es besteht aus drei Pavillons, die drei verschiedene Umgebungen darstellen: gemäßigt, polar und tropisch. Es gibt etwa 77 Aquarien, die den Besuchern verschiedene Tier- und Pflanzenarten präsentieren. Insgesamt können mehr als 1000 Tierarten und Pflanzen entdeckt werden.
Der Besuch des Zentrums wird durch verschiedene Unterstützungsmöglichkeiten wie Videos, interaktive Terminals und Tafeln ergänzt, die zusätzliche Informationen über die Biologie von Arten, den Schutz von Lebensräumen und das Funktionieren von Ökosystemen liefern.
Océanopolis erstreckt sich über eine Fläche von 8700 m² und enthält insgesamt 4 Millionen Liter Meerwasser, von denen eine Million Liter für das Haibecken reserviert ist. Es gehört der Stadt Brest und wird von einer gemischtwirtschaftlichen Gesellschaft namens Brestʼaim verwaltet.